# Казанин, Геннадий Семёнович
Геннадий Семёнович Казанин (2 июля 1948, д. Покровка, Федоровский район, Башкирская АССР, СССР — 30 марта 2020, Москва) — советский и российский учёный-геофизик, академик, доктор технических наук, руководитель первой советской морской экспедиции, проводившей геофизические исследования в тихоокеанском секторе шельфа в Антарктике (1986—1987). Президент Ассоциации полярников Мурманской области, генеральный директор Морской арктической геологоразведочной экспедиции (МАГЭ). Заслуженный геолог Российской Федерации. Почётный гражданин Мурманской области.

## Биография
Геннадий Казанин родился 2 июля 1948 года в деревне Покровка Башкирской АССР.
Окончил Ленинградский электротехнический институт им. В. И. Ульянова (Ленина) в 1973 году. До 1978 года работал во ВНИИ геофизических методов разведки (Московская область): инженер, старший инженер, старший геофизик. Затем был приглашён в Мурманск — в Комплексную морскую арктическую геологоразведочную экспедицию (КМАГЭ, с 1981 года — МАГЭ), где занимал должности старшего геофизика, начальника геофизической мастерской-лаборатории.
С 1983 года -  главный инженер МАГЭ. 
В период с 1981 по 1987 год он участвовал в изучении различных районов Мирового океана. Геннадий Семёнович был основным идеологом и разработчиком многоканального цифрового сейсмоакустического комплекса «Геокарт». Этот аппаратурный комплекс, применялся при производстве сейсмоакустических работ в Арктике и Тихом океане вплоть до 1985 года.
В 1987 году  руководил первой советской морской экспедицией, проводившей на научно-исследовательском судне «Геолог Дмитрий Наливкин» первые геофизические исследования на шельфе моря Росса в Антарктике.
В июне 1999 года был назначен генеральным директором Морской арктической геологоразведочной экспедиции.
В 2006 году Казанин стал лауреатом Премии Правительства РФ в области науки и техники — «за разработку, научное обоснование и внедрение прогрессивных технологий для создания эколого-геологических основ недропользования Западно-Арктического шельфа России». В 2008 году ему была присвоена учёная степень доктора технических наук.
Под руководством Казанина Морская арктическая геологоразведочная экспедиция, совместно с ФГУП «ВНИИОкеангеология», по заказу Правительства России, проводит комплексные геолого-геофизические исследования, доказывающие, что подводные хребты Ломоносова и Менделеева являются продолжением континентального шельфа Российской Федерации в Арктике..
В 2014 году под руководством Казанина была проведена высокоширотная экспедиция в Северном Ледовитом океане. Судно «Академик Федоров» было оборудовано специальным устройством для подлёдной сейсморазведки, разработанным в МАГЭ. Общий объём комплексной геофизической съёмки составил более 10 000 км. Большая часть работ проходила во льдах сплочённостью 9–10 баллов, толщиной до 160 см. В ходе работ впервые был выполнен непрерывный сейсмический профиль, пересекающий все основные структуры Евразийского бассейна: котловину Амундсена, хребет Гаккеля, котловину Нансена. Также впервые в мире сейсмическим профилем МОВ ОГТ был пересечён Северный полюс. Полученные результаты комплексных геофизических исследований континентальных окраин и центральных областей Северного Ледовитого океана позволили существенно усилить аргументацию Российской Федерации при обосновании внешней границы расширенного континентального шельфа. 
В общей сложности Казанин провёл в рейсах 2 года и 27 дней и совершил 10 экспедиций.[значимость факта?]

## Награды и премии
- Медаль ордена «За заслуги перед Отечеством» 2 степени, 2002 г.
- Орден Почёта, 2008 г.
- Благодарность Президента Российской Федерации, 2015 г.
- Благодарность Правительства Российской Федерации, 2018 г.
- Медаль «За отличие в морской деятельности» Морской коллегии при Правительстве Российской Федерации, 2005 г.
- Благодарность Председателя Совета Федерации Федерального Собрания Российской Федерации, 2018 г.
- Благодарность Председателя Государственной Думы Федерального Собрания Российской Федерации, 2018 г.
- Орден Салавата Юлаева Республики Башкортостан, 2018 г.
- Почётный знак «За отличие в службе» Министерства природных ресурсов Российской Федерации, 2008 г.
- Нагрудный знак «Почётный разведчик недр» Министерства природных ресурсов Российской Федерации, 1998 г.
- Нагрудный знак «Отличник разведки недр» Комитета Российской Федерации по геологии и использованию недр и президиума ЦК профсоюза работников геологии, геодезии и картографии, 1994 г.
- Знак отличия «За заслуги перед Мурманской областью» Губернатора Мурманской области, 2017 г. и другие ведомственные и общественные награды.
- Почётное звание «Заслуженный геолог Российской Федерации» Указ Президента РФ № 281 от 30 мая 2018 года.
- Почётный гражданин Мурманской области, 2020 г., посмертно[3].

## Научно-общественная деятельность
Казанин являлся президентом Ассоциации полярников Мурманской области. До 1991 года был членом Всесоюзного научно-технического геологического общества.[значимость факта?]
Казанин внёс вклад в развитие родной деревни Покровка, организовав реконструкцию мемориального комплекса погибшим воинам Покровки к 75-летию победы в Великой Отечественной войне. [значимость факта?]
Он также инициировал создание в Мурманске памятника сотрудникам Морской арктической геологоразведочной экспедиции - участникам Великой Отечественной войны. После смерти отца его сын Алексей Геннадьевич Казанин закончил оба памятных объекта к 9 мая 2020 г.[значимость факта?]
В 2004 году стал спонсором школы в д. Покровка, оказавшейся на грани закрытия в начале 2000-х годов. 
27 февраля 2023 года Постановлением Правительства Башкортостана общеобразовательной школе д. Покровка было присвоено имя Геннадия Семёновича Казанина.

## Изобретения
- Цифровой автоматический регулятор амплитуд сейсмических сигналов
- Устройство ледовой защиты для буксировки забортного сейсмооборудования, установленного на судне [13]

## Избранная библиография
- Казанин Г. С., Федухина Т. Я., Кириллова-Покровская Т. А., Федухин Н. В. В сб.: Комплексные исследования природы Шпицбергена. Апатиты: Изд-во КНЦ РАН, 2004. Вып. 4. С. 48-54.
- Казанин Г. С., Федухина Т. Я., Черников С. Ф., Кириллова-Покровская Т. А. В сб.: Комплексные исследования природы Шпицбергена. Апатиты: Изд-во КНЦ РАН, 2005. Вып. 5. С. 110—120.
- Казанин Г. С., Иванов Г. И. Инновационные технологии — основа стабильного развития ОАО «МАГЭ» // Разведка и охрана недр. 2014. № 4. С. 3-7.
- Холмянский М. А., Казанин Г. С., Павлов С. П., Иванов Г. И., Слинченков В. И. Гидроэлектрохимическое профилирование — новое направление нефтегазопоисковых работ на арктическом шельфе РОССИИ // Разведка и охрана недр. 2014. № 4. С. 44-47.
- Ступакова А. В., Казанин Г. С., Иванов Г. И., Кирюхина Т. А., Курасов И. А., Мальцев В. В., Павлов С. П., Ульянов Г. В. Моделирование процессов образования угледеводородов на территории Южно-Карской впадины // Разведка и охрана недр. 2014. № 4. С. 47-51.
- Иванов Г. И., Холмянский М. А., Шкатов М. Ю., Казанин Г. С., Павлов С. П. Эндогенные источники поступления нефтяных углеводородов в придонную экосистему и технологии их исследования // Записки горного института, СПБ, СПГУ (ТУ), 2013, т. 201, с. 253—261
- Казанин Г. С., Заяц И. В., Шкарубо С. И., Павлов С. П. Новые объекты нефтегазопоисковых работ на арктическом шельфе // ИД «Гелион»
- Казанин Г. С., Шлыкова В. В., Федухина Т. Я., Павлов С. П., Супруненко О. И., Зуйкова О. Н., Устинов Н. В. Структурно-тектоническое районирование и перспективы нефтегазоносности Шпицбергенской континентальной окраины // ИД «Гелион»

## Семья
Геннадий Семёнович Казанин родился в рабочей семье: его отец был лесником, а мать работала в продуктовом магазине. В школе Геннадий Казанин увлекся точными науками, поэтому после получения аттестата уехал поступать в ЛЭТИ.
В студенческие годы женился. Его супругой стала Алла Львовна Ищук, которая на тот момент воспитывала дочь Ирину от первого брака.
Сын - Алексей Геннадьевич Казанин. 

## Память
В память о Геннадии Семёновиче Казанине в Мурманске на здании Морской арктической геологоразведочной экспедиции была установлена мемориальная доска, а также создан музей. 
При жизни учёный хотел возвести в своей родной деревне Покровка православный храм, который был разрушен во времена революции. Алексей Геннадьевич Казанин и его жена Марина Алексеевна посчитали своим долгом воплотить эту мечту в реальность. Работы по строительству храма в память о Геннадии Семёновиче начались в апреле 2021 года и завершились к ноябрю. Стены храма расписаны вручную, а две центральные иконы привезены из Греции. Новая церковь получила название в честь иконы Богородицы  «Хлебенная» в связи с тем, что в начале XX века на её месте находилась мельница.
Летом 2021 года был впервые проведен Покровский фестиваль имени Геннадия Семёновича Казанина. Он был задуман как яркое мероприятие с особой атмосферой дружбы и взаимопонимания между людьми. Каждый год, в первую субботу июля, фестиваль собирает большое количество гостей не только из Покровки, но и со всей Башкирии.